# 9069 Hovland
9069 Hovland este o planetă minoră (asteroid) din centura de asteroizi. A fost descoperită pe 16 iulie 1993 la Observatorul Palomar de Eleanor F. Helin. 
Obiectul prezintă o orbită caracterizată de o semiaxă mare de 1,9131504 UAi, o excentricitate de 0,12, o înclinație de 19,5751 ° în raport cu ecliptica.